# NGC 4456
NGC 4456 is een spiraalvormig sterrenstelsel in het sterrenbeeld Waterslang. Het hemelobject werd op 30 maart 1835 ontdekt door de Britse astronoom John Herschel.

## Synoniemen
- ESO 441-30
- IRAS 12252-2949
- PGC 40925